# Aldehorno
Aldehorno település Spanyolországban, Segovia tartományban. Aldehorno Moradillo de Roa, Fuentenebro, Aldeanueva de la Serrezuela és Haza községekkel határos. Lakosainak száma 59 fő (2024).

## Népesség
A település népessége az elmúlt években az alábbi módon változott:
| Lakosok száma | 75   | 62   | 59   | 60   | 57   | 53   | 58   | 53   | 52   | 59   |
|               | 2001 | 2004 | 2007 | 2009 | 2012 | 2014 | 2017 | 2019 | 2022 | 2024 |